# Eleanor & Park
Eleanor & Park ist ein Jugendroman von Rainbow Rowell aus dem Jahr 2013. Die Geschichte des Buches wird abwechselnd aus der Sicht der Jugendlichen Eleanor und Park erzählt, die in Omaha im US-Bundesstaat Nebraska dieselbe Schule besuchen. Sie beginnt 1986 und erstreckt sich über ein Schuljahr. Eleanor und Park sind auf den ersten Blick zwei gänzlich unterschiedliche Jugendliche, die sich zunächst nicht ausstehen können, sich jedoch dennoch näherkommen und trotz der daraus resultierenden Probleme eine unerwartete und komplizierte Liebesbeziehung beginnen.
Es handelt sich um den ersten Jugendroman der Autorin Rainbow Rowell, die mit Eleanor & Park zahlreiche Preise gewann und für den Deutschen Jugendliteraturpreis 2016 nominiert wurde.

## Handlung
Park Sheridan ist 16 Jahre alt und lebt bereits sein ganzes Leben lang in Omaha im US-Bundesstaat Nebraska. Seine Eltern, die Mutter gebürtige Koreanerin, der Vater ehemaliger US-amerikanischer Soldat, der während des Koreakriegs im Land stationiert war, kümmern sich liebevoll um ihn und seinen Bruder. Park ist im Gegensatz zu seinem Vater und selbst seinem jüngeren Bruder eher klein und schmächtig, weshalb Park unter anderem glaubt, dass sein Vater von ihm enttäuscht ist. Auch das Taekwondo-Training schätzt er nicht so sehr wie sein Vater und Bruder. Seine Interessen liegen eher bei Punkmusik und Comics. Obwohl er in der Schule selten Probleme bekommt, ist Park ein schüchterner Schüler, der durch seine fehlende Größe und asiatische Abstammung wenig Selbstvertrauen hat.
Eleanor Douglas hingegen wächst in gänzlich unterschiedlichen Verhältnissen auf. Sie ist die älteste der insgesamt fünf Kinder ihrer Mutter, die zusammen mit ihrem Stiefvater, Richie, in einem kleinen Haus wohnen, das lediglich zwei Schlafzimmer hat. Eleanor teilt sich eines davon mit ihrer Schwester und ihren drei Brüdern. Im Haus gibt es nur ein Badezimmer, das darüber hinaus weder über eine Tür noch über Vorhänge für die Badewanne verfügt, da Richie diese nicht erlauben will. Die Kinder und insbesondere Eleanors Mutter werden von Richie, der zumeist betrunken ist, sowohl psychisch als auch physisch missbraucht, auch wenn es ihrer Mutter meist gelingt, die Kinder vor ihm zu schützen. Dennoch sind sie durch ihn emotional aufgewühlt und leben unter ständiger Angst. Die finanzielle Situation der Familie ist zudem prekär; es fehlt an den grundlegendsten Dingen, wie etwa einer Zahnbürste oder Duschgel für die Kinder. Da es ihr an passender und neuer Kleidung mangelt, trägt Eleanor geflickte, selten passende und bunt kombinierte Outfits, weshalb sie in der Schule gemobbt wird. Sie ist gerade wieder in das Haus ihres Stiefvaters eingezogen, nachdem dieser sie ein Jahr zuvor rausgeworfen hatte, das Eleanor bei Freunden der Familie auf der Couch verbrachte.
Eleanor wird mit Beginn ihres ersten Schultages aufgrund ihres Übergewichts und Erscheinungsbilds von ihren Mitschülern gemobbt. Auch Park findet sie anfangs seltsam; an ihrem ersten Tag fordert er sie barsch auf, sich im Schulbus neben ihn zu setzen. Sie haben mehrere Fächer zusammen, bei denen Park auffällt, dass Eleanor eine sehr gute Schülerin ist. Sie brauchen jedoch einige Zeit, bis sie im Schulbus überhaupt erste Worte miteinander wechseln. Über das Lesen von Comicheften und das Hören von Musik beginnen die beiden, sich nach und nach näher zu kommen, während Eleanor in der Schule und auch zu Hause weiterhin gemobbt wird. Neben abfälligen Bemerkungen und Spitznamen wird beispielsweise ihr Spind in der Umkleide der Turnhalle mit Damenbinden beklebt und jemand schreibt beleidigende und obszöne Notizen auf ihre Bücher. Richie terrorisiert sie und ihre Mutter, er ist fast jeden Abend betrunken. Eines Abends hört Eleanor Schüsse und ruft den Notdienst, der jedoch nicht ihr, sondern Richie glaubt, obwohl dieser über die Ereignisse gegenüber den Polizeibeamten lügt. Sie versucht sich weiter von Richie abzukapseln und ihm aus dem Weg zu gehen.
Eleanor versucht all dies von Park fernzuhalten, dem sie immer näher kommt. Park, zunächst verwirrt über die Tatsache, dass Eleanor weder ein Telefon noch Batterien für seinen Kassettenspieler hat, verbringt dennoch immer mehr Zeit mit ihr. Dies müssen sie allerdings im Geheimen tun, da Richie es Eleanor nicht erlauben würde, einen Freund zu haben und sie darüber hinaus Angst davor hat, ihre Geschwister könnten sie Richie gegenüber verraten. Als Eleanor ein Wochenende bei ihrem leiblichen Vater verbringt, der ebenfalls kaum Kontakt mit ihr pflegt, gesteht Park ihr seine Liebe. Ihr ist dies zunächst unangenehm, da sie unter mangelndem Selbstvertrauen und sozialer Unsicherheit leidet. Auch ein erstes Treffen mit Parks Eltern verläuft sehr unglücklich.
Nachdem Park bemerkt, dass Eleanor nach wie vor durch andere Schüler gemobbt wird, verliert er eines Tages die Kontrolle und gerät in einen Kampf mit Steve, dem Anführer der Schüler, die Eleanor am häufigsten schikanieren. Dabei landet er einen Taekwondo-Tritt und verletzt Steve stark, auch wenn Park sich die Nase verletzt und ein blaues Auge davon trägt. Seine Mutter ist wütend und gibt ihm Hausarrest, da sie glaubt, dass Eleanor einen schlechten Einfluss auf ihn hat, während sein Vater offenbar stolz auf seinen Sohn ist und von Richies Alkoholsucht weiß. Nachdem Parks Mutter Eleanors Familie beim Einkaufen sieht, erlaubt sie ihrem Sohn jedoch, dass Eleanor Zeit bei ihnen zu Hause verbringen kann. Eleanor überwindet ihr anfängliches Unwohlsein in der Gegenwart von Parks Familie und verbringt immer mehr Zeit bei ihm zu Hause. Sie belügt ihre Familie kontinuierlich über ihren Aufenthaltsort. Eines Tages berichtet ihre Mutter Eleanor, dass ihr Onkel angeboten hat, dass sie den Sommer bei ihm in Minnesota verbringen und ein Programm für besonders begabte Schüler durchlaufen kann, was Richie allerdings ohne Diskussion ablehnt.
Nachdem Eleanor für mehrere Wochen fast jeden Nachmittag und Abend bei Park verbringt, überzeugt Parks Mutter die beiden davon, einen Nachmittag in der Stadt zu verbringen. Eleanor und Park kommen sich dabei zum ersten Mal auch körperlich sehr nahe. Als Eleanor von dem Ausflug nach Hause kommt, gerät sie in einen lautstarken Streit zwischen Richie und ihrer Mutter, dem sie aber aus dem Weg geht. In ihrem Zimmer entdeckt sie, dass ihre persönlichen Gegenstände und die Geschenke von Park zerstört wurden. Sie erkennt, dass es Richie war, der ihr die hasserfüllten Notizen auf ihre Bücher geschrieben hatte. Schockiert flüchtet sie aus dem Haus und findet Schutz in Steves Garage, der ihr zu ihrer Überraschung kurzzeitig Unterschlupf gewährt, bevor sie zusammen Park alarmieren. Sie erzählt ihm von all den Dingen, die sie zuvor vor ihm geheim gehalten hat, und die beiden beschließen, dass es das Beste sei, wenn Eleanor sofort zu ihrem Onkel nach Minnesota aufbricht. Park bietet ihr an, sie dorthin zu fahren. Als Park sich mitten in der Nacht aus dem Haus schleichen will, wird er jedoch von seinem Vater gestellt. Dieser gibt Park allerdings zu seiner Überraschung die Erlaubnis, Eleanor zu fahren, nachdem er von Park von den Vorfällen erfährt. Park fährt Eleanor nach Minnesota, wo er sie am Haus ihres Onkels schweren Herzens verlässt. Eleanors Onkel und Tante nehmen sie bei sich auf und diskutieren außerdem, auch ihre Geschwister vor Richie in Sicherheit zu bringen.
In den folgenden Wochen und Monaten schreibt Park ihr fast täglich Briefe und schickt ihr kleine Geschenke, doch er bekommt keine Antwort. Park ist frustriert und versucht, sie zu vergessen, was ihm nicht gelingt. Wenige Zeit später verlassen auch Eleanors Geschwister und Mutter die Stadt. Park schlendert oft sehnsüchtig an ihrem alten Haus vorbei, in der Hoffnung, sie eines Tages dort zu sehen. Stattdessen trifft er Richie, der stark betrunken nach Hause kommt. Park, wütend über die vergangenen Ereignisse, spielt mit dem Gedanken, ihn zu töten, tut dies jedoch nicht und lässt ihn unbeschadet zurück. Nach dem Abschlussball, den Park eigentlich mit Eleanor besuchen wollte, erhält er eine Postkarte aus Minnesota, auf der in Eleanors Handschrift lediglich drei Wörter stehen.

## Rezeption

### Kritik
Rainbow Rowells erster Jugendroman wurde überwiegend positiv aufgenommen. So erreicht Eleanor & Park auf der Leseplattform Goodreads eine Bewertung von 4,1 von 5 Sternen, basierend auf über 640.000 Benutzerwertungen.
Auch Kritiker lobten das Buch überwiegend. Kirkus Reviews nannte das Buch „lustig, hoffnungsvoll, vulgär, sexy und rührselig“, es werde „sowohl Teenager als auch Erwachsene fesseln.“ In einem Gastbeitrag in The New York Times nannte Autor John Green Eleanor & Park eine „wunderschöne, unvergessliche Liebesgeschichte“, die durch ihre „Beobachtungsgenauigkeit und -vielfalt für eine spezielle Leseerfahrung sorgt.“ Das Buch habe ihn „nicht nur daran erinnert, was es heißt jung und verliebt zu sein, sondern auch daran, was es heißt, jung und verliebt in ein Buch zu sein.“ Christine Knödler empfand in der Süddeutschen Zeitung an Eleanor & Park vor allem „das Erzähltempo, die Entschleunigung, die Fokussierung in all dem Radau und Chaos auf die Stille einer unmöglichen, zumindest unwahrscheinlichen Annäherung“ für außergewöhnlich. Felicitas von Lovenberg hielt Rowells Roman in der Frankfurter Allgemeinen Zeitung zwar für „klug gebaut [und] mitreißend geschrieben“, jedoch befand sie die gegenläufige Dynamik der beiden Elternhäuser von Eleanor und Park als „spannungstechnisch unnötig und psychologisch unbefriedigend.“ Eleanor & Park wurde 2016 für den Deutschen Jugendliteraturpreis nominiert. In der Begründung lobte die Jury, dass das Buch die Themen große Liebe, Außenseitertum, Mobbing und häusliche Gewalt verarbeite. Die vorherrschende Dialogstruktur nehme „der Handlung zwar Tempo – dies erweist sich aber als erzähltechnische Raffinesse, hebt es doch gerade die behutsame Annäherung der beiden Jugendlichen hervor.“
Im Jahr 2014 wurden aufgrund einer Kontroverse um Elenaor & Park im Anakoda-Hennepin-Schuldistrikt in Minnesota die Richtlinien für Bücher in Schulbibliotheken überarbeitet. Elenor & Park sollte laut Eltern der Anakoda Highschool an 227 Stellen anstößige Sprache verwendet haben. Dies sei nicht angemessen für Highschool-Schüler. Im Zuge der Kontroverse wurde auch ein Besuch der Autorin Rainbow Rowell an der genannten Schule abgesagt. Elenor & Park wurde auch in anderen Schuldistrikten in den Vereinigten Staaten angefochten und verboten, so ist das Buch auf der Liste der 100 meist angefochtenen Bücher von 2010 bis 2019 der American Library Association.

### Auszeichnungen (Auswahl)
- The New York Times Book Review: eines der sieben besten Jugendbücher des Jahres 2013[8]
- Goodreads' Best Choice Award: Bester Jugendroman 2013[9]
- American Library Association: Michael L. Printz Award Honor Book 2014[10] und eines der zehn ALA Best Books for Young Adults 2014
- Boston Globe-Horn Book Award 2013[11]
- International Reading Association Award 2014 als bester Jugendroman[12]
- nominiert für den Deutschen Jugendliteraturpreis 2016 in der Kategorie Jugendbuch[5]

### Verfilmung
DreamWorks und Carla Hacken gaben 2014 bekannt, dass sie eine Verfilmung von Eleanor & Park planen, für die Rowell das Drehbuch schreiben soll. Allerdings bestätigte Rowell im August 2016, dass die Produktion des Films gestoppt wurde. Im Mai 2019 wurde bekannt, dass Picturestart und Plan B die Filmrechte des Romans erworben haben.

## Ausgaben
Aufgeführt sind jeweils die englischen und deutschen Erstausgaben sowie die Erstausgabe des jeweiligen Taschenbuchs. Daneben existieren weitere Ausgaben.

### Textausgaben
Englisch
- Rainbow Rowell: Eleanor & Park. St. Martin’s Griffin (USA), 2013, ISBN 978-1-250-01257-9. (Erstausgabe)
- Rainbow Rowell: Eleanor & Park. Macmillan (USA), 2013, ISBN 978-1-250-05399-2. (Taschenbuch)

Deutsch
- Rainbow Rowell: Eleanor & Park. Deutsch von Brigitte Jakobeit: Eleanor & Park. Hanser, München 2015, ISBN 978-3-446-24740-6. (Erstausgabe)
- Rainbow Rowell: Eleanor & Park. Deutsch von Brigitte Jakobeit. Deutschen Taschenbuch Verlag, München 2016, ISBN 978-3-446-24740-6. (Taschenbuch)

### Hörbuch
Englisch
- Rainbow Rowell: Eleanor & Park. Gesprochen von Rebecca Lowman und Sunil Malhotra. Listening Library, 2013, ISBN 978-1-5247-2353-8.

Deutsch
- Rainbow Rowell: Eleanor & Park. Deutsch von Brigitte Jakobeit, gesprochen von Franziska Hartmann und Julian Greis. Hörcompany, 2015, ISBN 978-3-945709-06-1.